# Луций Ворен
Лу́ций Воре́н (лат. Lucius Vorenus, в некоторых переводах указан как L. Varenus) — центурион XI легиона римской армии. Юлий Цезарь упоминает о нём в произведении «Записки о Галльской войне» (лат. «Commentarii de Bello Gallico»).

## «Записки о Галльской войне»
Раздел 44 книги 5 посвящён двум римским центурионам XI легиона — Луцию Ворену и Титу Пуллону:

В том легионе были два очень храбрых человека, центуриона, которые должны были получить повышения до первого ранга, их звали Тит Пуллон и Луций Ворен.
Между собой они постоянно спорили, кто из них должен быть предпочтён при назначении на командную должность,
и каждый год они продолжали соперничество за продвижение по службе со всё большей враждебностью.
Когда перед укреплениями шла ожесточённая битва (прим. римский лагерь осадили нервии), Пуллон, один из них, произнёс: «Что же ты колеблешься, Ворен? И какую же более подходящую возможность проявить свою доблесть ты ищешь?
Именно в этот день наши споры должны разрешиться!».
Произнеся эти слова, он ринулся за линии фортификаций, и обрушился на ту часть войск противника, где врагов было больше.
Но и Ворен не остался под прикрытием укреплений: подтверждая свою хорошую репутацию, он сразу последовал за Пуллоном.
Тогда, когда до врага оставалось совсем немного, Пуллон бросил своё метательное копьё в противника, и пронзил одного из многих приближающихся врагов, и,
пока поражённый неприятель падал замертво, остальные враги закрыли его своими щитами, и все стали бросать в Пуллона своё оружие, не давая ему никакой возможности отступления.
Щит Пуллона был пронзён, и метательное копьё вонзилось в его перевязь.
Из-за этого его ножны развернулись, а копьё мешало его правой руке выхватить меч; его окружала толпа врагов, и он попал в очень затруднительное положение.
Его соперник (Ворен) пришел ему на помощь.
Немедленно вся толпа развернулась от Пуллона в сторону нового противника, рассчитывая пронзить его насквозь метательными копьями.
Ворен энергично бросился к ним с мечом и вступил в рукопашную схватку.
Убив одного врага, он ненадолго оттеснил остальных; но в пылу битвы Ворен оступился и, угодив в небольшую яму, упал.
Теперь уже, в свою очередь, ему приходит на помощь Пуллон; и оба, невредимые, перебив множество врагов, отступили вглубь укреплений,
под самые громкие аплодисменты своих товарищей.
Так захотела Фортуна, чтобы оба они, хотя и были соперниками и конфликтовали, стали спасителями друг для друга
и пришли друг другу на помощь в трудную минуту.
И никто не смог бы сказать определённо, который из этих двух является более достойным и кого следовало бы предпочесть другому.

Оригинальный текст (лат.)Erant in ea legione fortissimi viri, centuriones, qui primis ordinibus appropinquarent, Titus Pullo et Lucius Vorenus. Hi perpetuas inter se controversias habebant, quinam anteferretur, omnibusque annis de locis summis simultatibus contendebant. Ex his Pullo, cum acerrime ad munitiones pugnaretur, "Quid dubitas," inquit, " Vorene? aut quem locum tuae probandae virtutis exspectas ? hic dies de nostris controversiis iudicabit." Haec cum dixisset, procedit extra munitiones quaque pars hostium confertissma est visa irrumpit. Ne Vorenus quidem tum sese vallo continet, sed omnium veritus existi mationem subsequitur. Mediocri spatio relicto Pullo pilum in hostes immittit atque unum ex multitudine procurrentem traicit; quo percusso et exanimato hunc scutis protegunt, in hostem tela universi coniciunt neque dant regrediendi facultatem. Transfigitur scutum Pulloni et verutum in balteo defigitur. Avertit hic casus vaginam et gladium educere conanti dextram moratur manum, impeditumque hostes circumsistunt. Succurrit inimicus illi Vorenus et laboranti subvenit. Ad hunc se confestim a Pullone omnis multitudo convertit: illum veruto arbitrantur occisum. Gladio comminus rem gerit Vorenus atque uno interfecto reliquos paulum propellit; dum cupidius instat, in locum deiectus inferiorem concidit. Huic rursus circumvento fert subsidium Pullo, atque ambo incolumes compluribus interfectis summa cum laude sese intra munitiones recipiunt. Sic fortuna in contentione et certamine utrumque versavit, ut alter alteri inimicus auxilio salutique esset, neque diiudicari posset, uter utri virtute anteferendus videretur.

## Художественный образ
Луций Ворен — один из главных героев сериала HBO/BBC «Рим» (2005—2007 годов), в котором художественно показаны правление и гибель Гая Юлия Цезаря, борьба за власть и начало правления Октавиана Августа. В художественном фильме Луций Ворен (актёр Кевин МакКидд) показан центурионом XIII легиона (а не XI), непосредственным командиром Тита Пуллона.
Луций Ворен и Тит Пуллон — одни из второстепенных героев цикла книг Гарри Тертлдава «Хроники пропавшего легиона», где они также соперничают. В одной из книг[какой?] присутствует сцена, похожая на описанную Цезарем в книге.
В романе Марианны Алфёровой «Соперник Цезаря» Луций Ворен является одним из эпизодических персонажей. По версии писательницы, Ворен был тяжело ранен в Галлии и вернулся в Италию.